# Daytona 500 1960

Layout der Strecke

Das Daytona 500 1960 fand am 14. Februar 1960 statt und war das fünfte Rennen der NASCAR Grand National Series 1960.

## Hintergrund
Zum zweiten Mal in der Geschichte wurde ein 500-Meilen-Rennen am Daytona International Speedway ausgetragen.
Am Vortag fand auf der Strecke ein Modified-Sportsman-Rennen statt, jedoch kam es kurz nach Rennstart zum Massenunfall: aufgrund eines Kontrollverlusts seitens Dick Foley verunglückten 37 Wagen. 12 davon überschlugen sich, mehrere Fahrer mussten das Rennen aufgeben, manche sogar die Nacht im Krankenhaus verbringen.

## Rennen

### Qualifying
Mit einer Geschwindigkeit von 240 km/h sicherte sich Cotton Owens die Pole Position. In den Rennen gab es immer wieder aufgrund Unfällen gelbe Flaggen, so zum Beispiel als Tommy Irwin mit seinem Wagen in den Lake Loyd stürzte.

### Rennen
Der Renntag wurde von dem starken Wind geprägt: mit über 50 km/h wurden 32 Runden unter Gelbphase gefahren. Trotzdem kam es zu mehreren Unfällen, so Tommy Herbert, der in Runde 118 mit der Wand kollidierte und seinen Wagen verlor. Dieser brach auseinander, die Frontpartie flog bis zu 15 Meter in die Luft. Der auf ihn folgende Pappy Crane fuhr durch das Wrack und überschlug sich mehrmals. Tom Pistone (Kontrollverlust) und George Green (Brand) mussten das Rennen ebenfalls aufgeben. Bobby Johns übernahm in Runde 172 die Führung, doch verlor er 9 Runden vor Schluss die Kontrolle und musste Junior Johnson an ihm vorbeifahren lassen. Dieser konnte die Führung verteidigen und kam als Erster ins Ziel.

## Ergebnisse

### Schlussklassement
| Pos. | Fahrer           | Runden |
| ---- | ---------------- | ------ |
| 01   | Junior Johnson   | 200    |
| 02   | Bobby Johns      | 200    |
| 03   | Richard Petty    | 200    |
| 04   | Lee Petty        | 200    |
| 05   | Johnny Allen     | 199    |
| 06   | Ned Jarrett      | 199    |
| 07   | Curtis Turner    | 199    |
| 08   | Fred Lorenzen    | 198    |
| 09   | Rex White        | 198    |
| 10   | Emanuel Zervakis | 197    |
| 11   | Bud Burdick      | 197    |
| 12   | Tom Pistone      | 196    |
| 13   | Bob Welborn      | 195    |
| 14   | Jim Reed         | 195    |
| 15   | Bob Potter       | 195    |
| 16   | Darrell Dake     | 195    |
| 17   | Whitey Gerken    | 195    |
| 18   | Buck Baker       | 194    |
| 19   | Banjo Matthews   | 193    |
| 20   | Shep Langdon     | 192    |
| 21   | Jimmy Pardue     | 192    |
| 22   | Larry Frank      | 191    |
| 23   | Jack Smith       | 191    |
| 24   | Wilbur Rakestraw | 189    |
| 25   | Joe Caspolich    | 188    |
| 26   | Gene White       | 187    |
| 27   | Ken Johnson      | 186    |
| 28   | David Pearson    | 185    |
| 29   | Gene Marmor      | 184    |
| 30   | Brownie King     | 183    |
| 31   | G. C. Spencer    | 183    |
| 32   | Herman Beam      | 175    |
| 33   | Reb Wickersham   | 175    |
| 34   | L.D. Austin      | 175    |
| 35   | Dick Joslin      | 171    |
| 36   | Mel Larson       | 166    |
| 37   | Paul Parks       | 164    |
| 38   | Arnold Gardner   | 160    |
| 39   | Herb Tillman     | 155    |
| 40   | Cotton Owens     | 149    |
| 41   | Joe Weatherly    | 146    |
| 42   | Dick Dixon       | 144    |
| 43   | Roy Tyner        | 143    |
| 44   | Bob Kosiski      | 125    |
| 45   | Tommy Herbert    | 118    |
| 46   | Marvin Panch     | 117    |
| 47   | Jim Whitman      | 116    |
| 48   | Johnny Sudderth  | 110    |
| 49   | Harold Smith     | 94     |
| 50   | Pappy Crane      | 89     |
| 51   | Tiny Lund        | 83     |
| 52   | Elmo Langley     | 77     |
| 53   | Bill Lutz        | 75     |
| 54   | Parnelli Jones   | 73     |
| 55   | George Green     | 67     |
| 56   | Red Farmer       | 65     |
| 57   | Fireball Roberts | 51     |
| 58   | Bob Duell        | 50     |
| 59   | Elmo Henderson   | 31     |
| 60   | Bob Burdick      | 31     |
| 61   | Dick Foley       | 30     |
| 62   | Speedy Thompson  | 28     |
| 63   | Dave Hirschfield | 21     |
| 64   | Joe Lee Johnson  | 18     |
| 65   | Charley Griffith | 14     |
| 66   | Burrhead Nantz   | 11     |
| 67   | Sal Tovella      | 5      |
| 68   | Dick Freeman     | 5      |